# Johannes Paucka
Johannes (Hans) Paucka (* 14. März 1897 in Cölln bei Meißen; † 24. April 1945 in Wernsdorf) war ein deutsches KPD-Mitglied, Widerstandskämpfer und NS-Opfer.

## Leben

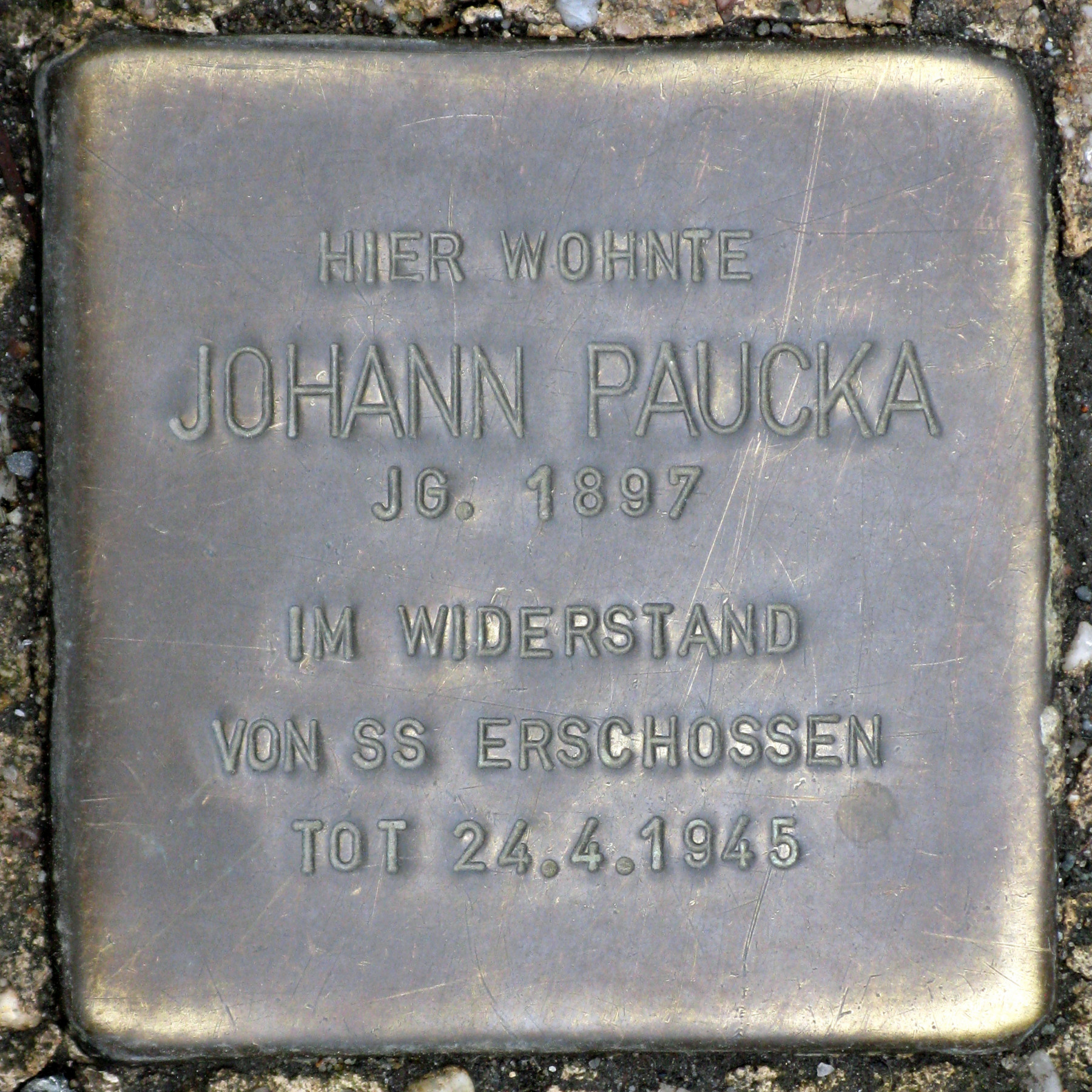
Stolperstein für Johannes Paucka an der Cuvrystraße 42 in Berlin-Kreuzberg

Paucka war gelernter Sattler, Mitglied der KPD und der Roten Hilfe und seit 1933 in Berlin-Kreuzberg politisch aktiv. 1935 wurde er wegen „Vorbereitung zum Hochverrat“ zu zweieinhalb Jahren Zuchthaus verurteilt. Im Herbst 1943 schloss er sich unter dem Decknamen „Edgar“ der Saefkow-Jacob-Bästlein-Organisation an und beteiligte sich an der Sammlung und Verteilung von Geldspenden und Flugblättern. Er stellte Verbindungen zwischen den verschiedenen Betriebsgruppen der Widerstandsorganisation her und warb weitere Mitglieder an. Nach zahlreichen Verhaftungen von Mitgliedern lebte er im Sommer 1944 illegal zuerst in Berlin-Kreuzberg, dann in einer Zeltstadt am Krossinsee und ab März 1945 in Wernsdorf bei Berlin. Seine Frau Martha wurde von der Gestapo verhaftet und gefoltert, um den Aufenthaltsort von Hans Paucka zu erpressen. Im Oktober 1944 wurde sie in das Frauenkonzentrationslager Ravensbrück deportiert, wo sie im April 1945 von sowjetischen Truppen befreit wurde.
Im April 1945 verhinderte Paucka zusammen mit anderen Widerstandskämpfern, darunter das Ehepaar Ilse und Richard Grubitz, die Sprengung der Schleuse Wernsdorf durch die SS und wurde dabei erschossen. Das Grab von Johannes Paucka befindet sich auf dem Wernsdorfer Friedhof.

## Gedenken
Am 19. November 2008 wurde von der Stadt Berlin ein Stolperstein vor seiner Wohnung an der Cuvrystraße 42 in Berlin-Kreuzberg angebracht.